# Monte Leña
Monte Leña es una localidad situada en el departamento Unión, provincia de Córdoba, Argentina.
Se encuentra situada a aproximadamente 210 km de la Ciudad de Córdoba.
La principal actividad económica de la localidad es la agricultura seguida por la ganadería, siendo el principal cultivo la soja.
El clima de Monte Leña es templado con estación seca, registrándose precipitaciones anuales de aproximadamente 700 mm.
La fiesta patronal se celebra el día 24 de septiembre en honor a la Virgen de la Merced.

## Población
Cuenta con 571 habitantes (Indec, 2022), lo que representa un incremento del 32,6% frente a los 384 habitantes (Indec, 2010) del censo anterior.
| Gráfica de evolución demográfica de Monte Leña entre 1991 y 2010 |
|                                                                  |
| Fuente: Censos nacionales del INDEC                              |